# Consejo departamental de la Gironda

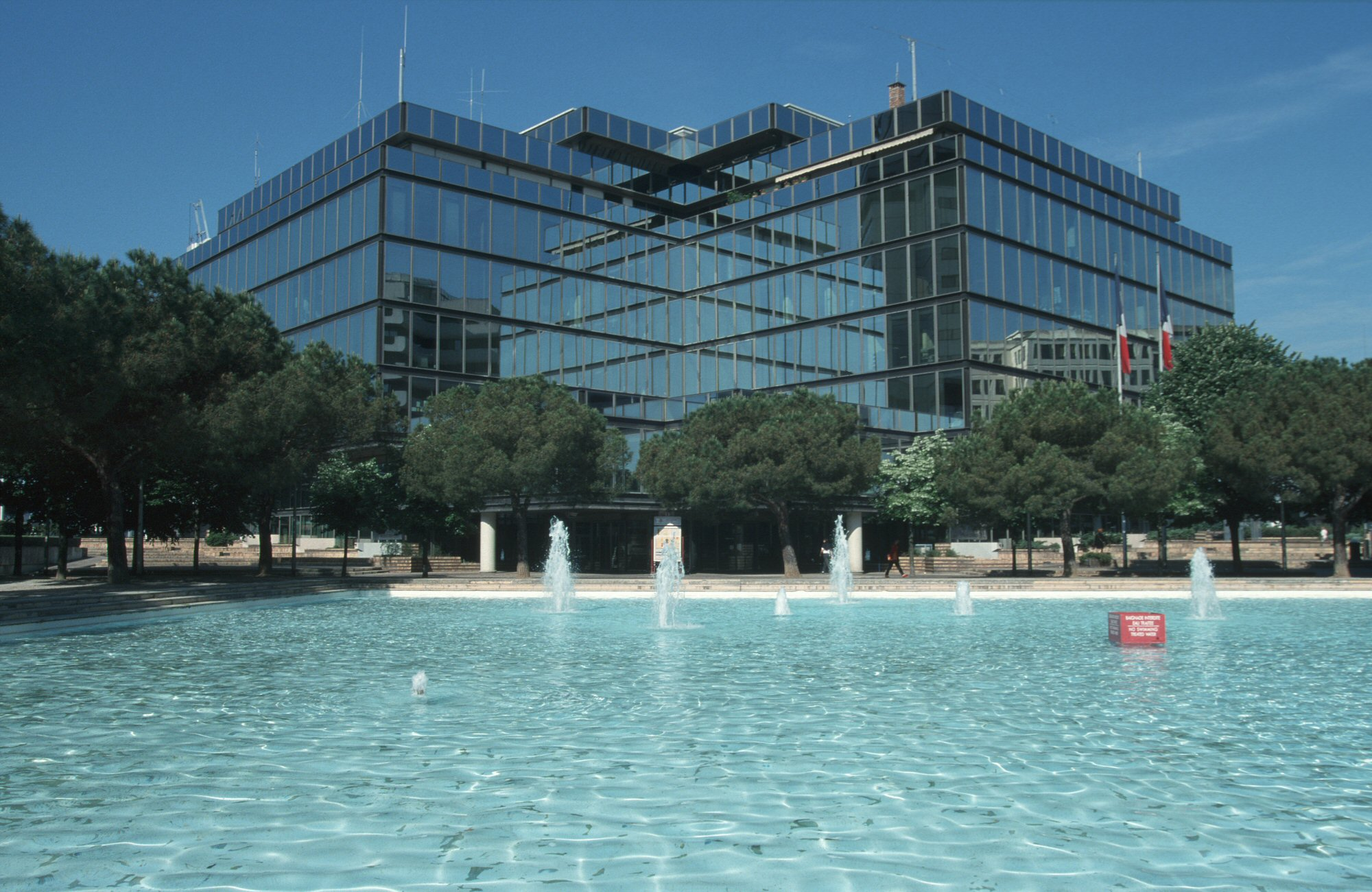
La sede del consejo departamental en Burdeos

El Consejo Departamental de Gironde (en francés: Conseil départemental de la Gironde, en occitano: Conselh departamental de Gironda) es la asamblea deliberativa del departamento de Gironda en la región de Nueva Aquitania. Se compone de 66 miembros (consejeros generales) de 33 cantones y su sede se encuentra en Burdeos.
El Presidente del Consejo General es Jean-Luc Gleyze.

## Oficiales electos

### Presidente
| En el puesto                                    | En el puesto                              | Nombre                                    | Partido                                   | Partido                                   |
| Presidente del Consejo General de Gironda       | Presidente del Consejo General de Gironda | Presidente del Consejo General de Gironda | Presidente del Consejo General de Gironda | Presidente del Consejo General de Gironda |
| ----------------------------------------------- | ----------------------------------------- | ----------------------------------------- | ----------------------------------------- | ----------------------------------------- |
| septiembre de 1945                              | abril de 1951                             | Jean-Fernand Audeguil                     |                                           | OFI                                       |
| abril de 1951                                   | marzo de 1976                             | Raimundo Bruno                            |                                           | Radical luego CNIP                        |
| marzo de 1976                                   | marzo de 1985                             | Philippe Madrelle                         |                                           | PS                                        |
| marzo de 1985                                   | octubre de 1988                           | Jacques Valade                            |                                           | RPR                                       |
| octubre de 1988                                 | marzo 2015                                | Philippe Madrelle                         |                                           | PS                                        |
| Presidente del Consejo Departamental de Gironda |                                           |                                           |                                           |                                           |
| marzo 2015                                      | Titular                                   | Jean-Luc Gleyze                           |                                           | PS                                        |

### Vicepresidentes
El Presidente del Consejo departamental está asistido por 15 vicepresidentes elegidos entre los consejeros departamentales. Cada uno de ellos tiene una delegación de autoridad.
| Ordenar | Nombre                  | Partido | Partido | Cantón (circunscripción) | Delegación                                                                       |
| ------- | ----------------------- | ------- | ------- | ------------------------ | -------------------------------------------------------------------------------- |
| 1º      | Cristina Bost           |         | UG      | Las puertas del Médoc    | Planificación territorial, cooperación y turismo                                 |
| 2º      | Arnaud Arfeuille        |         | PS      | Mérignac-2               | Administración general, hacienda y modernización de la acción pública            |
| 3º      | Isabelle Dexperta       |         | PS      | Le Sud-Gironda           | Políticas educativas, colegios                                                   |
| 4º      | Martine Jardine         |         | PS      | Villenave-d'Ornon        | Desarrollo social, prevención y parentalidad desde la infancia hasta la juventud |
| 5º      | Sébastien Saint-Pasteur |         | UGE     | Pessac-2                 | Acceso a derecho, salud, digital, servicios públicos locales y tecnología cívica |
| 6º      | Laure Curvale           |         | UGE     | Pessac-1                 | Transición ecológica y patrimonio                                                |
| 7º      | Marie-Claude Agullana   |         | DVG     | L'Entre-Deux-Mers        | Protección infantil                                                              |
| 8º      | Jean-François Egron     |         | PS      | Cenón                    | Discapacidad, inclusión, vivienda adaptada y movilidad                           |
| 9º      | Pascale tiene           |         | PD      | Le Sud-Médoc             | Protección del medio ambiente, espacios naturales sensibles y gestión de riesgos |
| 10º     | Stéphane Le Bot         |         | UG      | Le Nord Médoc            | Agricultura, alimentación, mares y bosques                                       |
| 11º     | Sofía Piquemal          |         | PS      | Las Landas de Graves     | Integración de emergencia social, vivienda, economía social y solidaria          |
| 12º     | Carole Guere            |         | PS      | Mérignac-1               | Dinámicas asociativas, deportivas y culturales                                   |
| 13º     | Jean-Henri Galand       |         | UGE     | Le Libournais-Fronsadais | Movilidad e infraestructura                                                      |
| 14º     | Romain Dostés           |         | UGE     | Burdeos-1                | Política de personas mayores, vínculo intergeneracional                          |
| 15º     | Matthieu Mangin         |         | UGE     | Burdeos-5                | Comunicación, información a los ciudadanos                                       |